# Liegi-Bastogne-Liegi 1960
La Liegi-Bastogne-Liegi 1960, quarantaseiesima edizione della corsa, fu disputata l'8 maggio 1960 per un percorso di 248 km. Fu vinta dall'olandese Albertus Geldermans, giunto al traguardo in 6h40'23" alla media di 37,164 km/h, precedendo il francese Pierre Everaert e il belga Jozef Planckaert. 
I corridori che portarono a termine la gara al traguardo di Liegi furono in totale 35.

## Ordine d'arrivo (Top 10)
| Pos. | Corridore            | Squadra         | Tempo    |
| ---- | -------------------- | --------------- | -------- |
| 1    | Albertus Geldermans  | Saint-Raphaël   | 6h40'23" |
| 2    | Pierre Everaert      | Rapha-Gitane    | a 2'01"  |
| 3    | Joseph Planckaert    | Wiel's-Flandria | a 2'53"  |
| 4    | Rik Van Looy         | Faema           | a 3'27"  |
| 5    | Jean Graczyk         | Helyett-Leroux  | s.t.     |
| 6    | Martin van der Borgh | Locomotief      | s.t.     |
| 7    | René Privat          | Mercier-BP      | s.t.     |
| 8    | Henri De Wolf        | Helyett-Leroux  | s.t.     |
| 9    | Michel Stolker       | Helyett-Leroux  | s.t.     |
| 10   | Marcel Janssens      | Dr. Mann        | s.t.     |